# Войнилівська селищна рада
Войни́лівська се́лищна ра́да — адміністративно-територіальна одиниця та орган місцевого самоврядування в Калуському районі Івано-Франківської області. Адміністративний центр — селище міського типу Войнилів.

## Загальні відомості
Войнилівська селищна рада утворена в 1960 році.
- Територія ради: 49,67 км²
- Населення ради: 4396 осіб (станом на 2001 рік)
- Територією ради протікають річки Сівка, Болохівка

## Населені пункти
Селищній раді підпорядковані населені пункти:
- смт Войнилів
- с. Довпотів
- с. Дубовиця
- с. Середня

## Склад ради
Рада складається з 30 депутатів та голови.
- Голова ради: Рудий Володимир Степанович
- Секретар ради: Джус Людмила Федорівна

### Керівний склад попередніх скликань
| Прізвище, ім'я, по батькові | Основні відомості                                   | Дата обрання | Дата звільнення |
| --------------------------- | --------------------------------------------------- | ------------ | --------------- |
| Дейсак Розалія Степанівна   | Селищний голова, 1946 року народження, позапартійна | 26.03.2006   | 31.10.2010      |
| Рудий Володимир Степанович  | Селищний голова, 1970 року народження, безпартійний | 31.10.2010   |                 |

Примітка: таблиця складена за даними сайту Верховної Ради України

### Депутати
За результатами місцевих виборів 2010 року депутатами ради стали:

#### За суб'єктами висування
| Суб'єкт висування                                       | Кількість обраних депутатів | %    |
| ------------------------------------------------------- | --------------------------- | ---- |
| Політична партія Всеукраїнське об'єднання «Батьківщина» | 12                          | 40   |
| Самовисування                                           | 8                           | 26,7 |
| Українська Народна Партія                               | 8                           | 26,7 |
| Політична партія «Наша Україна»                         | 1                           | 3,3  |
| Політична партія «Сильна Україна»                       | 1                           | 3,3  |

#### За округами
| № округу                                                | Прізвище, ім'я, по батькові      | Дата визнання обраним | Освіта             | Партійна приналежність                        | Відомості про обраного депутата             |
| ------------------------------------------------------- | -------------------------------- | --------------------- | ------------------ | --------------------------------------------- | ------------------------------------------- |
| Політична партія Всеукраїнське об'єднання «Батьківщина» |                                  |                       |                    |                                               |                                             |
| 2                                                       | Джус Людмила Федорівна           | 31.10.2010            | вища               | позапартійна                                  | Войнилівська загальноосвітня школа, вчитель |
| 5                                                       | Стефанюк Галина Іванівна         | 31.10.2010            | вища               | позапартійна                                  | ПТУ-34, художній керівник                   |
| 7                                                       | Погайдак Ігор Антонович          | 31.10.2010            | вища               | позапартійний                                 | тимчасово не працює                         |
| 8                                                       | Дурбак Любов Іванівна            | 31.10.2010            | середня            | член Всеукраїнського об'єднання «Батьківщина» | Войнилівська районна лікарня                |
| 9                                                       | Зіник Іван Михайлович            | 31.10.2010            | середня спеціальна | член Всеукраїнського об'єднання «Батьківщина» | приватний підприємець                       |
| 11                                                      | Чернега Іван Онуфрійович         | 31.10.2010            | середня            | позапартійний                                 | пенсіонер                                   |
| 13                                                      | Гук Василь Володимирович         | 31.10.2010            | середня спеціальна | позапартійний                                 | приватний підприємець                       |
| 16                                                      | Водославська Ганна Павлівна      | 31.10.2010            | середня спеціальна | позапартійна                                  | КП «Водотнплосервіс», директор              |
| 19                                                      | Дурбак Оксана Павлівна           | 31.10.2010            | вища               | член Всеукраїнського об'єднання «Батьківщина» | Калуська районна лікарня № 2, аптекар       |
| 20                                                      | Турчанський Тарас Васильович     | 31.10.2010            | середня спеціальна | позапартійний                                 | пенсіонер                                   |
| 28                                                      | Свирид Микола Михайлович         | 31.10.2010            | середня            | позапартійний                                 | ПТУ −34, водій                              |
| 30                                                      | Чемеринська Юлія Олегівна        | 31.10.2010            | середня            | позапартійна                                  | тимчасово не працює                         |
| Політична партія «Наша Україна»                         |                                  |                       |                    |                                               |                                             |
| 17                                                      | Маковійчук Володимир Іванович    | 31.10.2010            | середня спеціальна | член Політичної партії «Наша Україна»         | Калуська районна лікарня № 2, фельдшер      |
| Політична партія «Сильна Україна»                       |                                  |                       |                    |                                               |                                             |
| 25                                                      | Николишин Юлія Михайлівна        | 31.10.2010            | вища               | позапартійна                                  | Івано-Франківський аптечний склад           |
| Українська Народна Партія                               |                                  |                       |                    |                                               |                                             |
| 1                                                       | Каній Любомир Васильович         | 31.10.2010            | вища               | член Української Народної Партії              | ПТУ-34, директор                            |
| 3                                                       | Рибій Петро Петрович             | 31.10.2010            | вища               | позапартійний                                 | пенсіонер                                   |
| 6                                                       | Боцюрко Володимир Богданович     | 31.10.2010            | вища               | член Української Народної Партії              | Войнилівськаселищна рада, секретар          |
| 14                                                      | Валіхновський Михайло Васильович | 31.10.2010            | вища               | позапартійний                                 | приватний підприємець                       |
| 18                                                      | Сетфанюк Михайло Петрович        | 31.10.2010            | середня спеціальна | член Української Народної Партії              | Калуська районна лікарня № 2, фельдшер      |
| 24                                                      | Кузін Сергій Іванович            | 31.10.2010            | середня спеціальна | позапартійний                                 | Войнилівське лісництва, технік              |
| 26                                                      | Хемій Роман Васильович           | 31.10.2010            | вища               | позапартійний                                 | приватний підприємець                       |
| 29                                                      | Шиян Володимир Михайлович        | 31.10.2010            | вища               | позапартійний                                 | тимчасово не працює                         |
| Самовисування                                           |                                  |                       |                    |                                               |                                             |
| 4                                                       | Винник Іван Іванович             | 31.10.2010            | середня спеціальна | позапартійний                                 | пенсіонер                                   |
| 10                                                      | Палагній Оксана Володимирівна    | 31.10.2010            | вища               | позапартійна                                  | ПТУ-34, викладач                            |
| 12                                                      | Бережанська Любов Іванівна       | 31.10.2010            | вища               | позапартійна                                  | Держкомзем в Калуському районі, спеціаліст  |
| 15                                                      | Козар Світлана Тарасівна         | 31.10.2010            | вища               | позапартійна                                  | Войнилівська загальноосвітня школа, вчитель |
| 21                                                      | Королев'ят Богдан Петрович       | 31.10.2010            | середня            | позапартійний                                 | тимчасово не працює                         |
| 22                                                      | Олінкевич Любов Михайлівна       | 31.10.2010            | вища               | позапартійна                                  | ТОВ «Енія», економіст                       |
| 23                                                      | Цимбалістий Тарас Васильович     | 31.10.2010            | вища               | позапартійний                                 | тимчасово не працює                         |
| 27                                                      | Почтар Андрій Михайлович         | 31.10.2010            | вища               | позапартійний                                 | приватний підприємець                       |